# Dmitrij Rejcherd
Dmitrij Aleksandrowicz Rejcherd (ros. Дмитрий Александрович Рейхерд, ur. 8 stycznia 1989 w Ust-Kamienogorsku) – kazachski narciarz dowolny.

## Kariera
Po raz pierwszy na arenie międzynarodowej pojawił się 13 marca 2004 roku w miejscowości Krasnoje Oziero, gdzie w zawodach Pucharu Europy zajął 16. miejsce. W 2007 roku zdobył złoty medal w jeździe po muldach na mistrzostwach świata juniorów w Airolo. W zawodach Pucharu Świata zadebiutował 18 lutego 2005 roku w Sauze d’Oulx, zajmując 43. miejsce w jeździe po muldach. Pierwsze pucharowe punkty zdobył 14 grudnia 2005 roku w Tignes, zajmując 24. miejsce. Na podium zawodów tego cyklu po raz pierwszy stanął 7 marca 2008 roku w Åre, kończąc jazdę po muldach na trzeciej pozycji. W zawodach tych wyprzedzili go jedynie Dale Begg-Smith z Australii i Nathan Roberts z USA. Najlepsze wyniki osiągnął w sezonie 2017/2018, kiedy zajął piąte miejsce w klasyfikacji generalnej, a w klasyfikacji jazdy po muldach był drugi. Jest pierwszym reprezentantem Kazachstanu w narciarstwie dowolnym, który wygrał zawody PŚ.
Jego najlepszym wynikiem olimpijskim jest piąte miejsce w jeździe po muldach na igrzyskach w Soczi w 2014 roku. Piąty był również w jeździe po muldach podwójnych podczas mistrzostw świata w Kreischbergu w 2015 roku i rozgrywanych dwa lata później mistrzostw świata w Sierra Nevada.

## Osiągnięcia

### Igrzyska olimpijskie
| Miejsce | Dzień     | Rok  | Miejscowość | Konkurencja      | Zwycięzca          |
| ------- | --------- | ---- | ----------- | ---------------- | ------------------ |
| 33.     | 15 lutego | 2006 | Turyn       | Jazda po muldach | Dale Begg-Smith    |
| 18.     | 14 lutego | 2010 | Vancouver   | Jazda po muldach | Alexandre Bilodeau |
| 5.      | 10 lutego | 2014 | Soczi       | Jazda po muldach | Alexandre Bilodeau |
| 8.      | 12 lutego | 2018 | Pjongczang  | Jazda po muldach | Mikaël Kingsbury   |
| 8.      | 5 lutego  | 2022 | Pekin       | Jazda po muldach | Walter Wallberg    |

### Mistrzostwa świata
| Miejsce | Dzień       | Rok  | Miejscowość          | Konkurencja      | Zwycięzca                 |
| ------- | ----------- | ---- | -------------------- | ---------------- | ------------------------- |
| 45.     | 19 marca    | 2005 | Ruka                 | Jazda po muldach | Nathan Roberts            |
| 33.     | 20 marca    | 2005 | Ruka                 | Muldy podwójne   | Toby Dawson               |
| 21.     | 9 marca     | 2007 | Madonna di Campiglio | Jazda po muldach | Pierre-Alexandre Rousseau |
| 33.     | 10 marca    | 2007 | Madonna di Campiglio | Muldy podwójne   | Dale Begg-Smith           |
| 15.     | 7 marca     | 2009 | Inawashiro           | Jazda po muldach | Patrick Deneen            |
| 35.     | 8 marca     | 2009 | Inawashiro           | Muldy podwójne   | Alexandre Bilodeau        |
| 22.     | 6 marca     | 2013 | Voss                 | Jazda po muldach | Mikaël Kingsbury          |
| 10.     | 8 marca     | 2013 | Voss                 | Muldy podwójne   | Alexandre Bilodeau        |
| 12.     | 18 stycznia | 2015 | Kreischberg          | Jazda po muldach | Anthony Benna             |
| 5.      | 19 stycznia | 2015 | Kreischberg          | Muldy podwójne   | Mikaël Kingsbury          |
| 18.     | 8 marca     | 2017 | Sierra Nevada        | Jazda po muldach | Ikuma Horishima           |
| 5.      | 9 marca     | 2017 | Sierra Nevada        | Muldy podwójne   | Ikuma Horishima           |
| 5.      | 8 marca     | 2021 | Ałmaty               | Jazda po muldach | Mikaël Kingsbury          |
| 5.      | 9 marca     | 2021 | Ałmaty               | Muldy podwójne   | Mikaël Kingsbury          |

### Puchar Świata

#### Miejsca w klasyfikacji generalnej
- sezon 2005/2006: 195.
- sezon 2007/2008: 34.
- sezon 2008/2009: 51.
- sezon 2009/2010: 36.
- sezon 2010/2011: 92.
- sezon 2011/2012: 46.
- sezon 2012/2013: 103.
- sezon 2013/2014: 102.
- sezon 2014/2015: 198.
- sezon 2015/2016: 29.
- sezon 2016/2017: 30.
- sezon 2017/2018: 5.
- sezon 2018/2019: 41.
- sezon 2019/2020: 26.

Od sezonu 2020/2021 klasyfikacja jazdy po muldach jest jednocześnie klasyfikacją generalną.
- sezon 2020/2021: 12.
- sezon 2021/2022: 45.

#### Miejsca na podium w zawodach
1. Åre – 7 marca 2008 (jazda po muldach) – 3. miejsce
2. Åre – 8 marca 2008 (muldy podwójne) – 1. miejsce
3. Deer Valley – 14 stycznia 2010 (jazda po muldach) – 3. miejsce
4. Beidahu – 12 lutego 2012 (jazda po muldach) – 2. miejsce
5. Deer Valley – 6 lutego 2016 (muldy podwójne) – 3. miejsce
6. Lake Placid – 13 stycznia 2017 (muldy podwójne) – 1. miejsce
7. Bokwang – 12 lutego 2017 (jazda po muldach) – 2. miejsce
8. Ruka – 9 grudnia 2017 (jazda po muldach) – 2. miejsce
9. Thaiwoo – 22 grudnia 2017 (jazda po muldach) – 2. miejsce
10. Calgary – 6 stycznia 2018 (jazda po muldach) – 2. miejsce
11. Deer Valley – 11 stycznia 2018 (jazda po muldach) – 2. miejsce
12. Mont-Tremblant – 20 stycznia 2018 (jazda po muldach) – 3. miejsce
13. Tazawako – 3 marca 2018 (muldy) – 3. miejsce
14. Tazawako – 4 marca 2018 (muldy podwójne) – 3. miejsce
15. Thaiwoo – 15 grudnia 2018 (jazda po muldach) – 3. miejsce
16. Mont-Tremblant – 26 stycznia 2019 (jazda po muldach) – 3. miejsce
17. Calgary – 1 lutego 2020 (jazda po muldach) – 3. miejsce
18. Tazawako – 22 lutego 2020 (jazda po muldach) – 2. miejsce

- W sumie (2 zwycięstwa, 7 drugich i 9 trzecich miejsc).